# Trophées de la musique au Mali
 (mars 2015).
 (mars 2015).
Si vous disposez d'ouvrages ou d'articles de référence ou si vous connaissez des sites web de qualité traitant du thème abordé ici, merci de compléter l'article en donnant les références utiles à sa vérifiabilité et en les liant à la section « Notes et références ».
Les Trophées de la Musique au Mali (Tamani) est une manifestation culturelle annuelle dont l'objectif principal est de promouvoir la musique malienne traditionnelle et moderne et, plus généralement, la musique du continent africain et de sa diaspora. Elle est organisée à Bamako depuis 2003 par le groupe Seydoni Mali et l’Association pour la Promotion de la Musique en Afrique.
Au cours de ce festival, des concerts sont organisés chaque soir de la semaine.
Des ateliers de formations et des rencontres entre jeunes artistes, producteurs et médias sont organisés.
Des récompenses, les Tamanis, sont attribuées aux artistes lauréats dans 8 catégories: meilleure musique d’inspiration traditionnelle, révélation de l’année, meilleur artiste masculin, meilleure artiste féminin, meilleur clip de l’année, meilleur groupe rap malien, meilleur animateur radio et meilleur artiste malien de l’année (Tamani d'or).

## Palmarès

### 1reédition(2003)
- Tamani d’Or: Oumou Sangaré

### 2eédition(2004)
- Tamani d’Or: Adja Soumano

### 3eédition(2005)
L'édition 2005 se poursuit jusqu'au 1er janvier 2006.
- Tamani d’Or: Djénéba Seck
- Tamani de la meilleure musique d’inspiration traditionnelle: Molobaly Keïta
- Tamani du meilleur artiste masculin: Molobaly Keïta
- Tamani de la meilleure artiste féminine: Djénéba Seck
- Tamani de la révélation de l'année: Nampé Sadio
- Tamani du meilleur clip: Amadou et Mariam pour «Dimanche à Bamako»
- Tamani du meilleur groupe de Rap: Yéli Fuzzo
- Tamani du meilleur animateur de radio: Moussa Tidiane Kanté
- Tamani du meilleur duo Africain: Amadou et Mariam
- Tamani du meilleur artiste du Burkina Faso: Le groupe AS DJ
- Tamani du meilleur artiste de Côte d’Ivoire: Meiway
- Tamani du meilleur artiste de Guinée: Kandet Kanté
- Tamani du meilleur artiste du Bénin: Zouley Sangaré
- Tamani du meilleur artiste du Togo: King Mensah
- Tamani du meilleur artiste du Ghana: Amazougba
- Tamani d’honneur: Amy Koita, Kandja Kouyaté, Aïcha Koné, Tabuley Rochereau
- Tamani d’hommage: Feu Toumani Koné, Feu Sada Sissoko

### 4eédition(2006)
- Tamani d’or: Salif Keïta[2],[3]
- Tamani du meilleur musicien masculin: Salif Keïta
- Tamani du meilleur clip: Doussou Bagayoko
- Tamani de la meilleure artiste féminine: Ramata Diakité
- Tamani de la meilleure musique d'inspiration traditionnell: Soumba Togola
- Tamani de la révélation: Abel Bayo
- Tamani du meilleur groupe de rap: Tata Pound
- Tamani d’honneur: Zoumana Téréta et Sam Fan Thomas
- Tamani d'hommage: Ali Farka Touré et au Douk Saga

### 5eédition(2007)
Les Tamani ont été remis le 30 novembre 2007.
- Tamani d’or: Mangala Camara
- Tamani de meilleure musique d’inspiration traditionnelle : Toumani Diabaté
- Tamani de la révélation de l’année: Chéché Dramé
- Tamani du meilleur artiste masculin: Mangala Camara
- Tamani de la meilleure artiste féminin: Sata Kouyaté
- Tamani du meilleur clip de l’année: Bassekou Kouyaté
- Tamani du meilleur groupe de rap à Amkoullel
- Tamani de la meilleure initiative de l’année : Festival sur le Niger
- Tamani espoir musique congolaise: Maréchal Dj
- Tamani espoir musique sénégalaise: Pape Diouf
- Tamani d’honneur: Baba Sissoko et Daouda le sentimental.

### 6eédition(2008)
- Tamani d’or: Babani Koné

### 7eédition(2009)
L’édition 2009 s’est déroulée le 12 décembre 2009 dans le jardin de l'hôtel Laïco Amitié à Bamako.
- Tamani d’or: Nahawa Doumbia[6],[7]
- Tamani de meilleure musique d’inspiration traditionnelle : Amy Wassidjé
- Tamani de la révélation de l’année: Fousseyni Fakoly Doumbia
- Tamani du meilleur artiste masculin: Soumaïla Kanouté
- Tamani de la meilleure artiste féminine: Nahawa Doumbia
- Tamani du meilleur clip de l’année: "Soukora" de Fati Kouyaté
- Tamani du meilleur groupe de rap: Master Soumy
- Tamani d’hommage: Molobali Traoré, Ramata Diakité, Harouna Barry et Coumba Sidibé

### 8eédition(2010)
- Tamani d'or: Iba One
- Tamani du meilleur groupe de rap : Iba One

### 9eédition(2011)
Le Festival international de la musique au Mali s’est déroulé le 23 décembre 2011 au Centre international de conférence de Bamako.
- Tamani d’or: Fatoumata Kouyaté, dite «Fati Niamé»[9],[10]
- Tamani du meilleur album international de l'année: Samba Touré
- Tamani de meilleure musique d’inspiration traditionnelle: Afel Bocoum
- Tamani de la révélation de l’année: Massaran Kouyaté
- Tamani du meilleur artiste masculin: Nampé Sadio
- Tamani de la meilleure artiste féminine: Safi Diabaté
- Tamani du meilleur clip de l’année: Coumba Sira Koïta
- Tamani du meilleur artiste de Côte d’Ivoire: Mawa Traoré
- Tamani du meilleur artiste du Burkina Faso: Bonsa
- Tamani du meilleur artiste du Bénin: Ramouneth Sambieni
- Tamani du meilleur artiste du Niger: Maliyaro

### 11eédition(2016)
Placée sous le signe de la paix et de la réconciliation au Mali, la 11e édition des Trophées de la Musique au Mali - Tamani s'est déroulée du 25 au 27 février 2016 au palais de la culture Amadou Hampâté BA, après plusieurs reports,.
- Tamani d’or: Bassekou Kouyaté
- Tamani de meilleure musique d’inspiration traditionnelle:Mamou Sidibé
- Tamani du meilleur arrangeur: Oumar Konaté
- Tamani du meilleur clip: Tal B
- Tamani du meilleur rappeur: Iba one
- Tamani de la meilleure révélation:  M’Bouillé Koité
- Tamani de l’espoir de la musique malienne:  Sidiki Diabaté
- Tamani de la meilleure artiste féminine: Safi Diabaté
- Tamani du meilleur artiste masculin: Nampé Sadio
- Tamani d’honneur spécial « paix et réconciliation »: le groupe Amanar, « Mali kanw ».

## Autres trophée Africain de la Musique
- En Côte d'Ivoire: RTI Music Awards
- En Guinée: Lion D'Or
- Au République démocratique du Congo: Prix Ngomo pour la paix
- Pan-Afrique: Kora Awards